# Albert Clerc
Albert Clerc (leden 1830, Besançon – 10. června 1918, Saint-Denis-en-Val) byl francouzský šachový mistr.

## Clercovy šachové výsledky
- vítězství na turnaji v Paříži roku 1856 (celkem se zúčastnilo dvacet tři hráčů),[2]
- deváté až desáté místo (společně s Jamesem Masonem na turnaji v Paříži roku 1878 (celkem dvanáct hráčů, zvítězil Johannes Zukertort),[3]
- druhé místo na prvním neoficiálním francouzském šachovém mistrovství v roce 1880 (celkem sedm hráčů, zvítězil Samuel Rosenthal),[4]
- čtvrté místo na druhém neoficiálním francouzském šachovém mistrovství v roce 1881 (celkem sedm hráčů, zvítězil Edward Chamier2),[5]
- vítězství na třetím neoficiálním francouzském šachovém mistrovství v roce 1883 (celkem sedm hráčů),[6]
- čtvrté místo na turnajích v Paříži roku 1890 a 1892 (oba turnaje vyhrál Alphonse Goetz2).[6]